# Vaclav Fomič Nižinskij
Vaclav Fomič Nižinskij (in russo Вацлав Фомич Нижинский?; in polacco Wacław Niżyński; Kiev, 28 dicembre 1889 – Londra, 8 aprile 1950) è stato un ballerino e coreografo russo di origine polacca, anche noto come Nijinsky, Nijinski o Nijinskij a seconda dei metodi di traslitterazione.
Considerato uno dei ballerini più dotati della storia, divenne celebre per il suo virtuosismo e per la profondità e intensità delle sue caratterizzazioni.

## Biografia
Nacque a Kiev da una famiglia di ballerini polacchi emigrata in Russia, e considerò sempre la Polonia come sua madrepatria nonostante la sua non perfetta conoscenza della lingua polacca. Si iscrisse alla Scuola di Ballo Imperiale di San Pietroburgo nel 1900, dove studiò con Enrico Cecchetti, Nikolaj Legat e Paul Gerdt. A 18 anni si esibì sul palco del teatro Mariinskij in ruoli da protagonista; assieme a lui era la sorella Bronislava Nižinskaja, che lo seguì per parte della sua carriera, diventando anch'essa grande ballerina e coreografa.

### La relazione con Djagilev

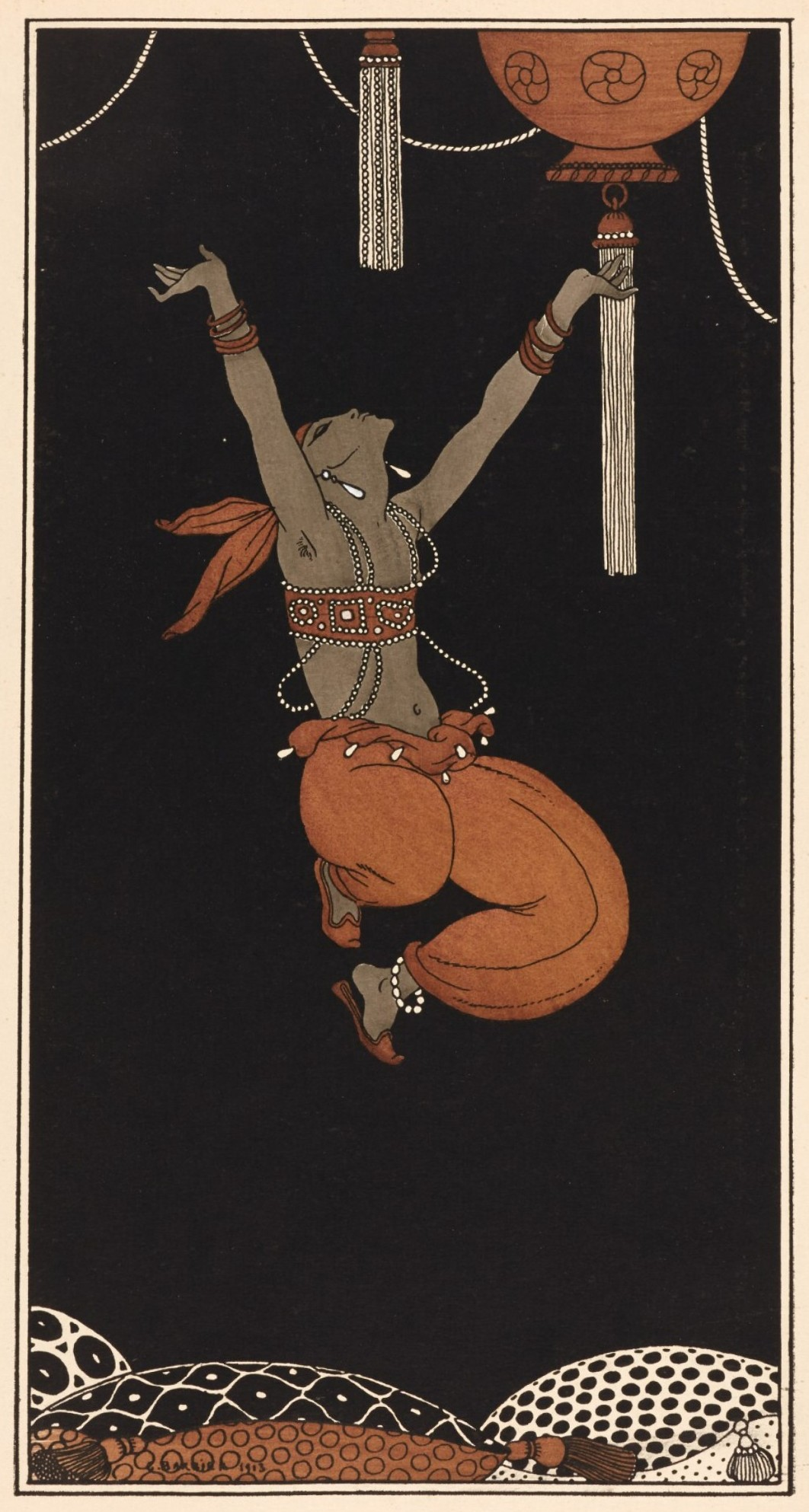
Nižinskij in Shéhérazade, Parigi, 1910. Disegno di George Barbier, 1913.

Il punto di svolta nella vita di Nižinskij è il suo incontro con Sergej Djagilev, membro dell'élite di San Pietroburgo e ricco mecenate, che promuove le arti visive e musicali russe all'estero, in special modo a Parigi. Nižinskij e Djagilev diventano amanti e Djagilev prende in mano la direzione della carriera artistica di Nižinskij. Nel 1909 organizza la tournée parigina di una compagnia di ballo di cui Nižinskij e Anna Pavlova sono le étoiles. Lo spettacolo riscuote un grande successo, che accresce la reputazione dei tre nei circoli artistici europei.
Sulla scia di tale successo, Djagilev fonda i  Ballets russes, che renderà una delle compagnie di ballo più famose dell'epoca, grazie al contributo artistico del coreografo Michel Fokine. Dal 1909 al 1913 la relazione personale e quella professionale fra Nižinskij e Djagilev procedettero di pari passo (sia pure attraverso momenti tempestosi, oggetto di pettegolezzi non sempre benevoli nella "buona società" letteraria e artistica). E fu così fino alla fine: la decisione di Nižinskij di sposarsi e quella di porre fine alla collaborazione con Djagilev infatti coincisero.

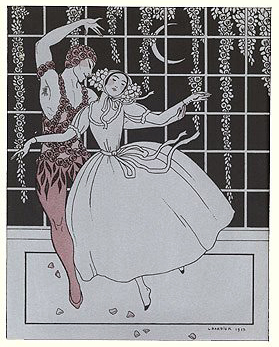
Vaclav Nižinskij in Le Spectre de la rose (1911). Disegno di George Barbier

Il talento di Nižinskij fu evidenziato in diversi allestimenti di Fokine, tra cui Le Pavillon d'Armide (musiche di Nikolaj Čerepnin), Cléopâtre (musiche di Anton Arenskij ed altri compositori russi) e il divertissement La festa. La sua esecuzione di un pas de deux da La bella addormentata di Pëtr Il'ič Čajkovskij fu un grandissimo successo.
Nel 1910 si esibì in Giselle e nei balletti Il carnevale e Shéhérazade, basati su una suite orchestrale di Nikolaj Rimskij-Korsakov. Rientrato al teatro Mariinskij, ne fu espulso presto a causa di uno scandalo omosessuale. Divenne allora membro fisso della compagnia di Djagilev, le cui realizzazioni furono da quel momento centrate sul suo ruolo e le sue capacità. Fu così protagonista dei nuovi allestimenti di Fokine, Le Spectre de la rose di Carl Maria von Weber e Petruška di Igor' Fëdorovič Stravinskij.
Col supporto e l'incoraggiamento di Djagilev, che ne intuì le doti fin lì inespresse in questo campo, Nižinskij iniziò a lavorare egli stesso come coreografo, influenzato dall'euritmica di Émile Jaques-Dalcroze, e produsse tre balletti, Il pomeriggio di un fauno (L'après-midi d'un faune) (1912) e Jeux (1913), su musica di Claude Debussy, e La sagra della primavera (1913), su musica di Stravinskij.

Nei suoi spettacoli Nižinskij introdusse forti innovazioni, prendendo le distanze dallo stile del balletto dell'epoca. Ne Il pomeriggio di un fauno suscitò un grande scandalo per la mimica di un atto sessuale nel finale della coreografia; Nižinskij in realtà non fu responsabile poiché l'idea fu totalmente di Djagilev. I suoi radicali movimenti angolari, spigolosi e meccanici, figure plastiche innovative, nuove posizioni degli arti, unitamente alla straordinaria novità della musica di Stravinskij, causarono disordini al Théâtre des Champs-Élysées di Parigi quando La sagra della primavera debuttò il 29 maggio 1913.

### Il matrimonio

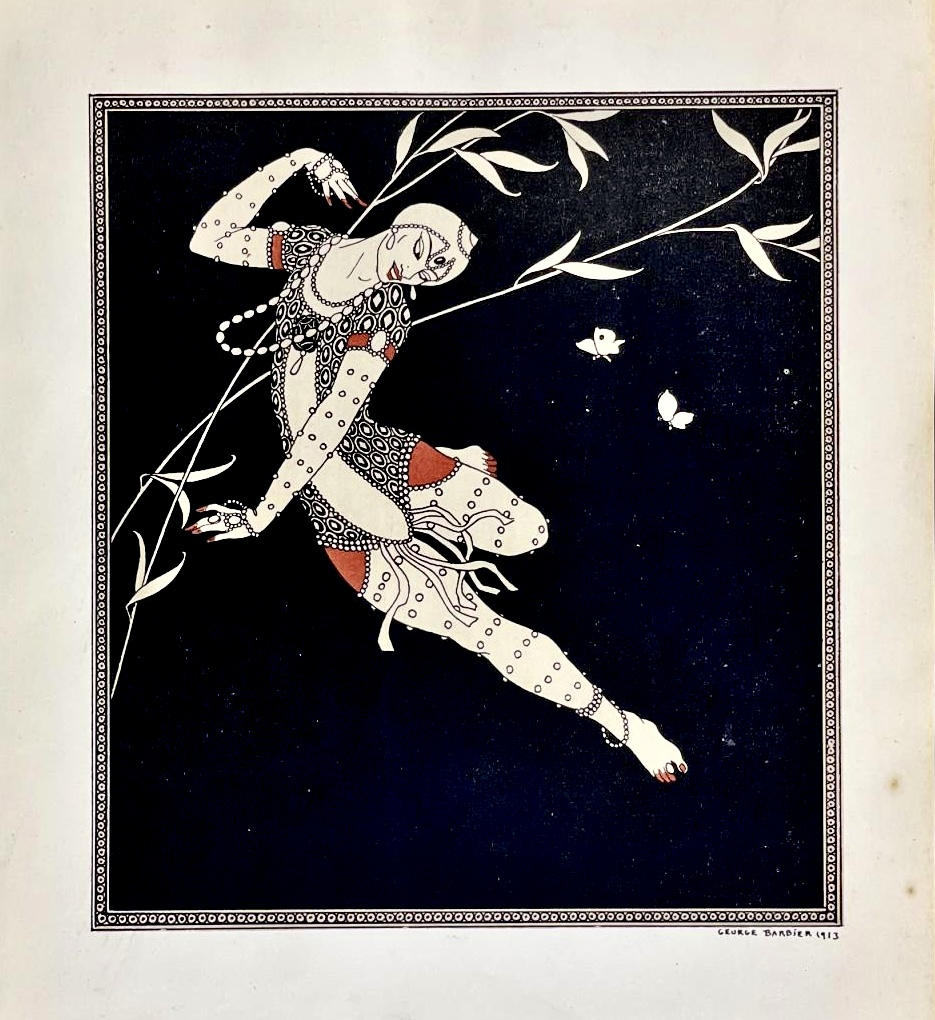
George Barbier (1882-1932), Vaclav Nižinskij (1913)

Nel 1913 la compagnia de Les Ballets Russes parte per un tour in America del Sud senza Djagilev, per via della sua paura dei viaggi trans-oceanici. Libero dalla supervisione del suo mentore e amante, Nižinskij sposa Romola de Pulszky, una contessa ungherese. Secondo le memorie della sorella Bronislava Nižinskaja, la de Pulszky, grande ammiratrice del ballerino, fece di tutto tramite i propri contatti per potersi avvicinare a Nižinskij, fino a riuscire a viaggiare sulla sua stessa nave in occasione di un trasferimento.
Numerose furono le ipotesi sulle vere ragioni che stavano dietro a questo matrimonio: la più diffusa vuole che Nižinskij vedesse nella ricchezza e nel titolo nobiliare della de Pulszky un mezzo per affrancarsi dalla dipendenza da Djagilev. Romola è stata successivamente criticata da molti come la donna che forzò Nižinskij ad abbandonare la propria arte per il cabaret, e le cui maniere pragmatiche e decise spesso si scontravano con la natura sensibile dell'artista. Molti vedono in questo fatto un contributo allo scivolamento di Nižinskij nella follia. E nel suo diario Nižinskij annota che "mia moglie è una stella che non splende...".
Si sposarono a Buenos Aires nel 1913 ed al ritorno in Europa furono immediatamente licenziati da Djagilev in preda alla gelosia. Nižinskij cercò di fondare una propria compagnia, ma un cruciale ingaggio londinese fallì per problemi amministrativi.

### Il declino

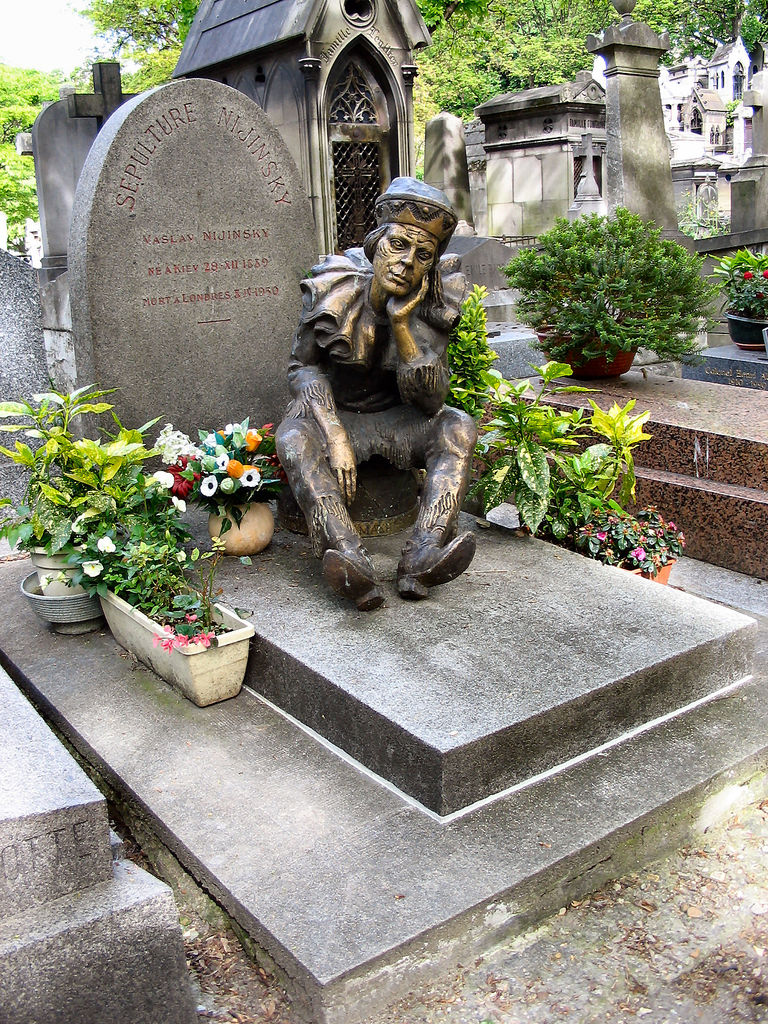
La tomba di Nižinskij presso il Cimitero di Montmartre.

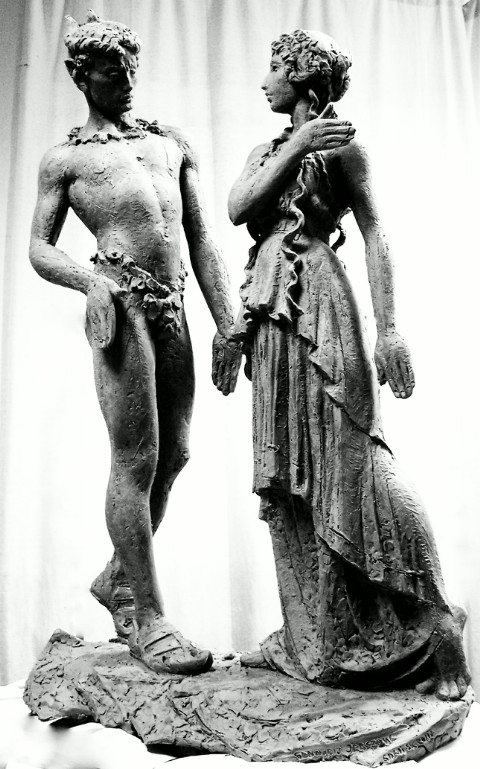
Scultura raffigurante Nižinskij con la sorella Bronislava Nižinskaja, opera di Gennadij Jerszow, il Grand Theatre, Varsavia 2011

Durante la prima guerra mondiale Nižinskij, cittadino russo, fu internato in Ungheria. Djagilev riuscì a farlo espatriare per un tour in America del Nord nel 1916, dove fu coreografo e protagonista del balletto Till Eulenspiegel su musica di Richard Strauss. I segni della schizofrenia iniziarono a manifestarsi anche agli altri membri della compagnia. Nižinskij ad esempio aveva paura degli altri ballerini e temeva che le botole del palcoscenico potessero essere lasciate volutamente aperte per farlo cadere.
Un esaurimento nervoso, nel 1919, pose di fatto fine alla sua carriera. Dopo che gli fu diagnosticata la schizofrenia, la moglie Romola lo fece ricoverare in Svizzera, affidandolo alle cure dello psichiatra Eugen Bleuler. Nižinskij avrebbe trascorso il resto della sua vita entrando e uscendo da ospedali psichiatrici.
Morì in una clinica di Londra l'8 aprile 1950 e fu sepolto a Londra, dove rimase fino al 1953, quando la salma venne traslata al cimitero di Montmartre a Parigi, in una tomba accanto a quelle di Gaetano Vestris, Théophile Gautier ed Emma Livry.

## Documenti e citazioni

### IDiari

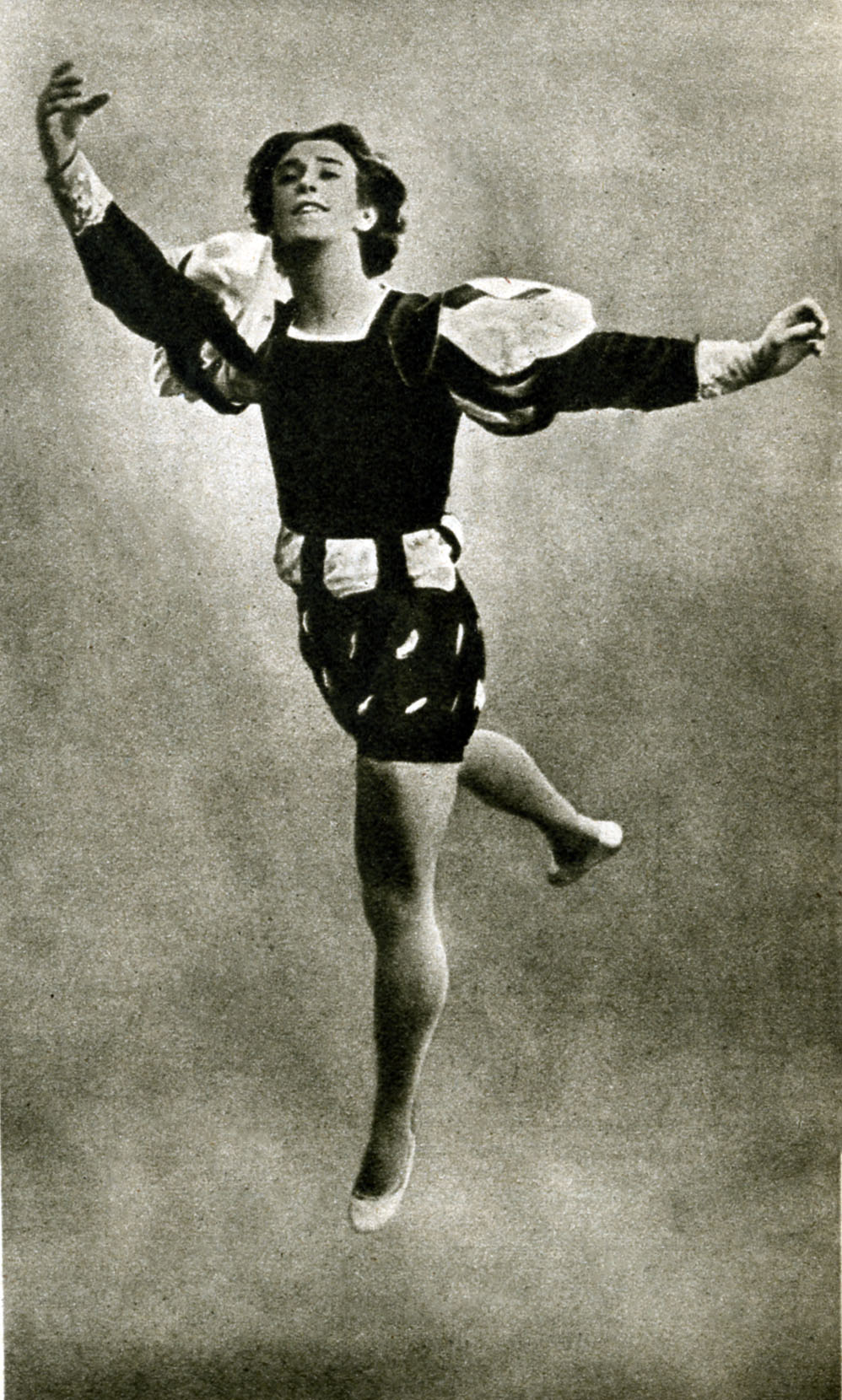
Nižinskij nel 1917

Nel 1919, alle soglie della malattia, Nižinskij scrisse tre quaderni conosciuti come i Diari.
Questi quaderni mostrano con grande candore il fragile equilibrio psichico di Nižinskij. Gli argomenti trattati sono prevalentemente di carattere ideale e di pensiero: egli scrisse questi quaderni con l'idea che sarebbero stati pubblicati e avrebbero insegnato alle genti del mondo ad amarsi e a non mettere il denaro al centro della vita. In essi egli parla del contatto degli uomini con la natura e con l'universo, dell'amore per gli animali che motiva il suo essere vegetariano; vengono altresì esplicitate alcune incomprensioni con la moglie e con i genitori di lei e il suo amore per tutta l'umanità viene espresso più volte con convinzione in tutti e tre i quaderni; in essi sono presenti anche alcuni discorsi sulla sessualità, che vennero censurati nella prima edizione, condotta sulla traduzione inglese curata dalla moglie Romola con la collaborazione di Jennifer Mattingly, nel 1936, mentre la danza, al contrario di quello che si penserebbe, viene menzionata molto poco.
Un elemento fondamentale di tali Diari è il dialogo di Nižinskij con una seconda parte della sua personalità che viene designata come "Dio". Egli sottolinea la sua dipendenza da questa entità, che afferma vivere dentro di lui e avere il potere di decidere ogni sua mossa. Nižinskij infine si dimostra consapevole della mestizia della moglie e del medico di famiglia, che cominciano a intravedere nei suoi comportamenti i primi segni della psicosi, e comprende che le persone che lo circondano vedono in lui un malato mentale, motivo che lo spinge a temere di essere rinchiuso in un manicomio.

### Cultura di massa
- Nižinskij figura menzionato nella poesia 1º settembre 1939 di W. H. Auden;
- è citato nella canzone Lydia the Tattooed Lady di Harlen & Harburg, interpretata da Groucho Marx nel film Tre pazzi a zonzo (1939);
- una traccia dell'album Unicorn dei Tyrannosaurus Rex si intitola Nijinsky Hind (1969)
- il testo del brano Prospettiva Nevskij di Franco Battiato (1980) cita Nižinskij e la relazione con "il suo impresario", cioè con Djagilev
- i Bauhaus, nel loro album Mask, citano Nižinskij in due tracce, Dancing e Muscle in plastic (1981)
- un'ulteriore menzione si trova in Chanson Ethylique dei Folkabbestia (1998)
- è citato nel libro La vita è dono (commenti ai canti dei Baul), di Osho Rajneesh (2010)
- è menzionato in Uomo invisibile di R. Ellison (1952)
- Freddie Mercury, nel video della canzone I Want to Break Free, impersona un fauno abbigliato come Nižinskij ne L`Après-midi d´un Faune
- è citato nella canzone Canone Europeo, tratta dall'omonimo album degli Ianva (2017)
- è citato nel romanzo dello scrittore britannico Colin Wilson dal titolo Riti notturni pubblicato nel 1960

### Film
- Nel 1970 Tony Richardson iniziò a produrre un film sulla vita di Nižinskij. La sceneggiatura fu scritta da Edward Albee e furono scritturati Rudol'f Nureev nel ruolo di Vaclav, Claude Jade come Romola e Paul Scofield come Djagilev. La produzione tuttavia fu cancellata da Albert R. Broccoli e Harry Saltzman.
- Herbert Ross girò nel 1980 Nijinsky; nel cast del film figurarono George de la Peña nel ruolo di Vaclav, Leslie Browne come Romola, Alan Bates come Djagilev e Jeremy Irons come Fokine.
- I diari di Nižinskij sono stati infine adattati a film nel 2001 da Paul Cox con il titolo The Diaries of Vaslav Nijinsky. La sceneggiatura è stata scritta dallo stesso Cox partendo dai diari, in cui Nižinskij descrive la propria malattia e le sue relazioni con Djagilev e la moglie. La voce narrante è quella di Derek Jacobi, Romola è interpretata da Delia Silvan, Djagilev da Kevin Lucas.

### Teatro
Nel 1983 l'attore, coreografo, regista e ballerino Lindsay Kemp mette in scena "Sogno di Nijinskij o Nijinskij il Matto", opera incentrata soprattutto sulla seconda parte della vita del celebre ballerino russo. 
Nel 1992 La poetessa e drammaturga Maura Del Serra scrive Lo spettro della rosa, pièce teatrale ispirata alla figura e ai Diari di Nijnskij, pubblicata dalla Giuntina di Firenze nel 1993 e poi anche in "Hystrio". Tradotto in svedese da Vibeke Emond con il titolo Rosens Ande, pubblicato dall'editore Ellerstrom nel 1996, con Introduzione di Jonas Ellerstrom, e messo in scena dal Lunds Stadsteater nel Lilla Teatern di Lund il 21 settembre 1996, con la regia di Jesper Hall, nello stesso anno fu il testo di riferimento del laboratorio "Nuovi codici espressivi per il teatro dio domani" - promosso dal Centro Nazionale di Drammaturgia "Teatro Totale", con il sostegno del CNR - tenutosi al "Teatro dell'Angelo" di Roma.
Il 20 giugno 1999 nella ventunesima edizione di Asti Teatro debutta il monologo Nijinsky (frammenti dai "quaderni" di Vaslav Nijinsky) nell'elaborazione e interpretazione di Pino Censi, versione basata sull'edizione francese dei Cahiers pubblicata da Actes Sud nel 1995. Spettacolo ripreso in tournée nella stagione teatrale 2000-01. Nel 2010, ad Alghero, viene messa in scena la prima di “Nijinsky, il ballerino di Dio”, dramma in tre atti di Enrico Fauro, il quale cura la regia ed interpreta il protagonista; in occasione della prima viene allestita una Mostra Biografica su Vaslav Nijinskij, nella quale espone la sua collezione privata di fotografie, documenti, preziose prime edizioni raccolte negli anni e una locandina originale di Nižinskij.
Nella primavera del 2011, ad Atene, debutta una nuova produzione del Nijinskij di Maura Del Serra ancora con l'interpretazione di Ioannis Trampidis. L'11 giugno 2011, la prima scultura polacca dei ballerini Vaclav Nižinskij e sua sorella Bronislava Nižinskaja è stata inaugurata nel foyer del Teatr Wielki. Li ritrae nei ruoli del Fauno e della Ninfa del balletto L'après-midi d'un faune. Commissionata dal Balletto Nazionale Polacco, la scultura è stata realizzata in bronzo dallo scultore polacco/ucraino Giennadij Jerszow.
Il 23 dicembre 2011 debutta il lungometraggio Nijinsky il ballerino di Dio, tratto dall'omonimo spettacolo teatrale portato in scena nel 2010 dalla compagnia AnalfabElfica, per la regia di Enrico Fauro. Nel 2015, in occasione della cinquantottesima edizione del Festival dei Due Mondi di Spoleto, debutta lo spettacolo Letter to a Man per la regia di Robert Wilson e protagonista Michail Baryšnikov, spettacolo basato sugli scritti contenuti nei Diari (1919) di Vaslav Nijinsky. Il drammaturgo Terrence McNally ha scritto un dramma, Fire and Air, incentrato sulla relazione tra Djagilev e Nižinskij.

### Sport
Il programma libero della stagione 2003-04 del pattinatore russo Evgenij Pljuščenko è un dichiarato omaggio a Nižinskij. La musica da lui usata è un arrangiamento del compositore Edvin Marton suonata su un violino realizzato nel 1698 da Antonio Stradivari.
Nelle stagioni 2018-19 e 2019-20 il due volte campione olimpico Yuzuru Hanyu ha presentato un programma libero sulla stessa musica usata anni prima da Pljuščenko. Il costume da lui indossato nella seconda stagione è stato ispirato alla stilista Satomi Ito a quello indossato da Nižinskij in Le Spectre de la rose.